# Adam Neumann

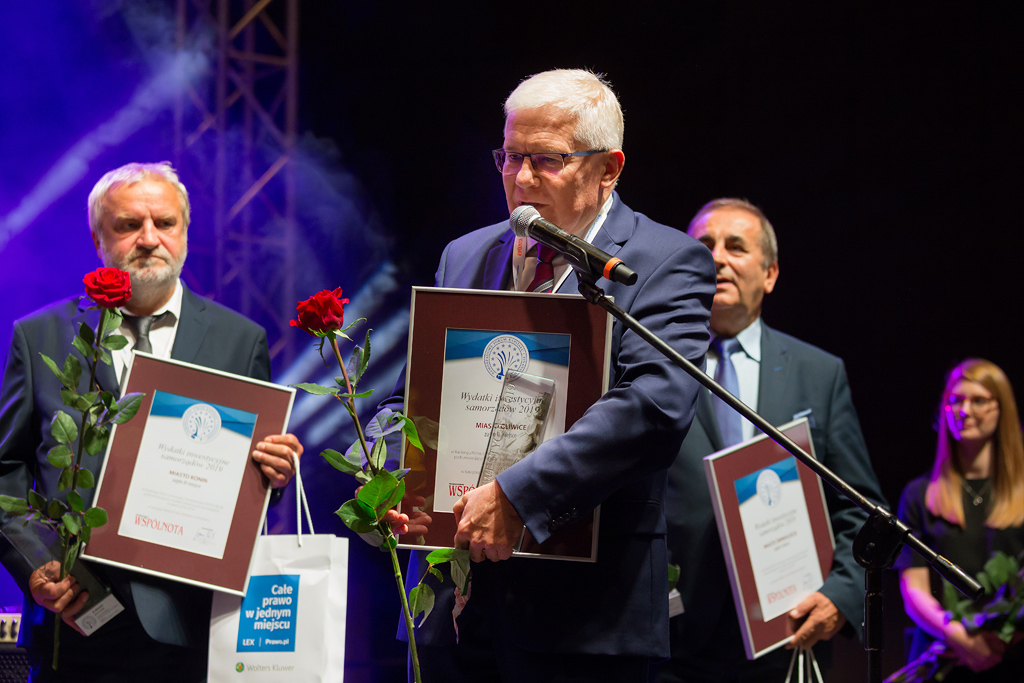
Adam Neumann odbierający nagrodę dla Gliwic za zajęcie 2. miejsca w rankingu Liderzy Inwestycji 2016–2018 czasopisma „Wspólnota” (fot. Dorota Nita-Garbiec)

Adam Marian Neumann (ur. 18 maja 1959 w Siemianowicach Śląskich) – polski samorządowiec, inżynier, przedsiębiorca i nauczyciel akademicki, w latach 2006–2019 zastępca prezydenta Gliwic, a w latach 2020–2024 prezydent Gliwic.

## Życiorys
W 1978 zdał maturę, kończąc I Liceum Ogólnokształcące im. Edwarda Dembowskiego w Gliwicach. W 1983 został absolwentem Wydziału Mechanicznego Energetycznego Politechniki Śląskiej. W czasie studiów w klubie studenckim Program organizował lokalne wystawy: „Gdańsk 70” oraz „Pomnik Poległych Stoczniowców”. W trakcie stanu wojennego w klubie studenckim Spirala aranżował koncerty i widowiska z udziałem bojkotujących telewizję artystów scen polskich.
Pracował w przemyśle: w Zakładach Pomiarowo-Badawczych Energetyki Energopomiar Gliwice oraz w Przedsiębiorstwie Energetyki Cieplnej Gliwice. Później prywatny przedsiębiorca, przez 18 lat prowadził firmę Interior w Gliwicach. W latach 90. należał do Unii Polityki Realnej. Później należał do Platformy Obywatelskiej. 1 grudnia 2006 objął stanowisko zastępcy prezydenta Gliwic Zygmunta Frankiewicza. Został również wykładowcą na studiach podyplomowych z zakresu zarządzania nieruchomościami, m.in. na Uniwersytecie Śląskim, w Wyższej Szkole Technicznej w Katowicach oraz w Akademii Wyższej Szkoły Biznesu w Dąbrowie Górniczej.
Zakończył pełnienie funkcji zastępcy prezydenta Gliwic 13 października 2019 w wyniku wyboru Zygmunta Frankiewicza na senatora. W przeprowadzonych w styczniu 2020 przedterminowych wyborach na prezydenta miasta wystartował z ramienia KWW Koalicja dla Gliwic Zygmunta Frankiewicza. Wybory wygrał, uzyskując 51,18% głosów w pierwszej turze głosowania. Urząd objął po zaprzysiężeniu 9 stycznia 2020. Wszedł w skład rad nadzorczych Przedsiębiorstwa Komunikacji Miejskiej w Tychach oraz Przedsiębiorstwa Wodociągów i Kanalizacji w Rudzie Śląskiej. Nie ubiegał się o reelekcję w 2024, w wyborach tych uzyskał natomiast mandat radnego miejskiego. W 2025 zgłosił akces do Nowej Nadziei.

## Życie prywatne
Jest żonaty, ma troje dzieci.